# Gutshaus Jühnsdorf

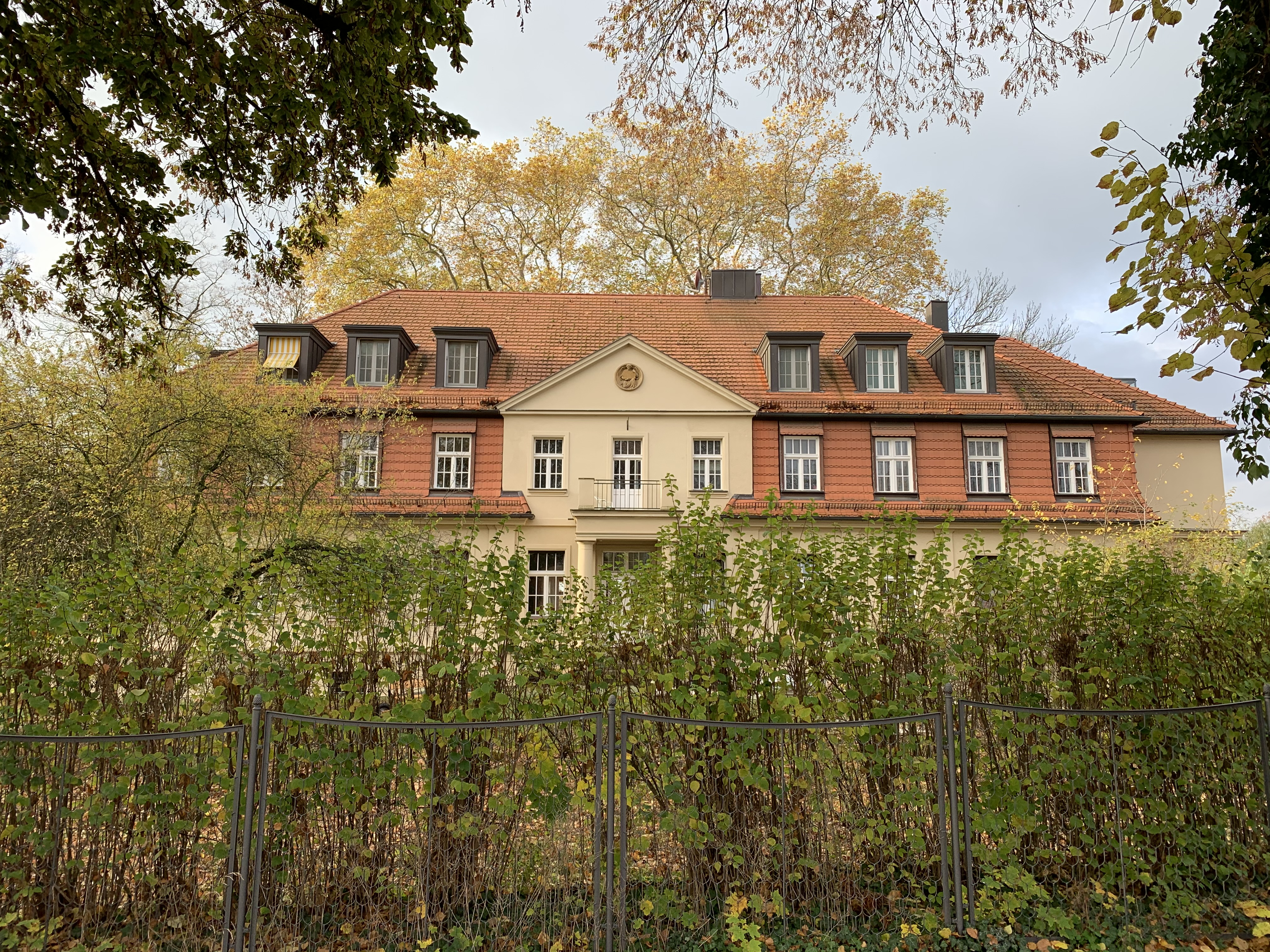
Gutshaus Jühnsdorf

Das Gutshaus Jühnsdorf ist ein Herrenhaus in Jühnsdorf, einem Ortsteil der Gemeinde Blankenfelde-Mahlow im Landkreis Teltow-Fläming im Land Brandenburg.

## Lage
Die Landstraße 792 führt als Dorfstraße von Nordwesten kommend in südöstlicher Richtung durch den Ort. Im historischen Dorfzentrum spannt sie nach Süden durch die ebenfalls als Dorfstraße bezeichnete Verbindung einen Dorfanger auf. Auf diesem steht mittig die Dorfkirche Jühnsdorf. Das Gutshaus steht südwestlich der Straße.

## Geschichte
Im Jahr 1823 gelangte das Dorf an Friedrich Wilhelm von dem Knesebeck. Er ließ im Jahr 1824 ein einfaches, eingeschossiges preußisches Landhaus mit sieben Achsen errichten. Dort zog seine Familie ein, während sie das Gutshaus Löwenbruch, das ebenfalls in ihrem Besitz war, verpachtet wurde. Im Jahr 1862 wurden am Gebäude einige Um- und Erweiterungsbauten vorgenommen, um es an die gestiegenen Anforderungen der Familie anzupassen. Hiltrud und Carsten Preuß vermuten in ihrem Werk Die Guts- und Herrenhäuser im Landkreis Teltow-Fläming, dass die Aufstockung aus dieser Zeit stammt. Das Gebäude erhielt weiterhin einen Dachreiter, der im Jahr 2020 jedoch nicht mehr vorhanden ist. Im Jahr 1920 verkaufte die Familie das Gut sowie den dazugehörigen Gutswald an die Nordische Holzhandelsgesellschaft. Von dort gelangte das Gut im Jahr 1925/1926 für 720.000 Mark an den Landkreis Teltow. Das Gut blieb damit mehr oder minder in Familienbesitz und wurde beispielsweise vom Teltower Landrat Leo von dem Knesebeck als Dienstsitz genutzt. Er setzte sich, wenn auch vergeblich dafür ein, dass Landratsamt von Teltow nach Jühnsdorf zu verlegen. Im Jahre 1896, inzwischen führte Sohn Walther von dem Knesebeck (1852–1911) die Besitzungen, umfasste die Größe des Gutes 950 ha. Mitte der 1920er Jahre meldet das Adressbuch des Kreises Teltow immer noch 132 Bewohner, sämtlich mit Betitelungen wie Gutsarbeiterin, Gutsförster und Gutsgärtner. Als Pächter des Rittergutes Jühnsdorf ist benannt Rudolf Esau. 1929 wird im letztmaligen ausgeführten Landwirtschaftlichen Adressbuch der Kreis Teltow als Eigentümer der 814 ha genannt, Pächter wiederum Rudolf Esau. der Pächter wechselte danach wieder.      
Im Jahr 1929 kam es zu einem Brand, bei dem der Dachstuhl komplett neu aufgebaut werden musste. Während des Zweiten Weltkrieges wurde das Gebäude teilweise als Botschaft Rumäniens genutzt. Anschließend zog dort eine Frauenschule, später ein Lehrlingswohnheim der kreislichen Landwirtschaftsschule ein. Ab Mitte der 1990er Jahre wurden einige Wohnungen von privat genutzt. Im Jahr 2002 musste der Dachstuhl entfernt werden, da er mit Holzschutzmitteln belastet war. Das Dachgeschoss wurde anschließend in 2003/2004 nach Planungen der Architektin Petra Kahlfeldt saniert und für Wohnzwecke umgebaut.

## Baubeschreibung

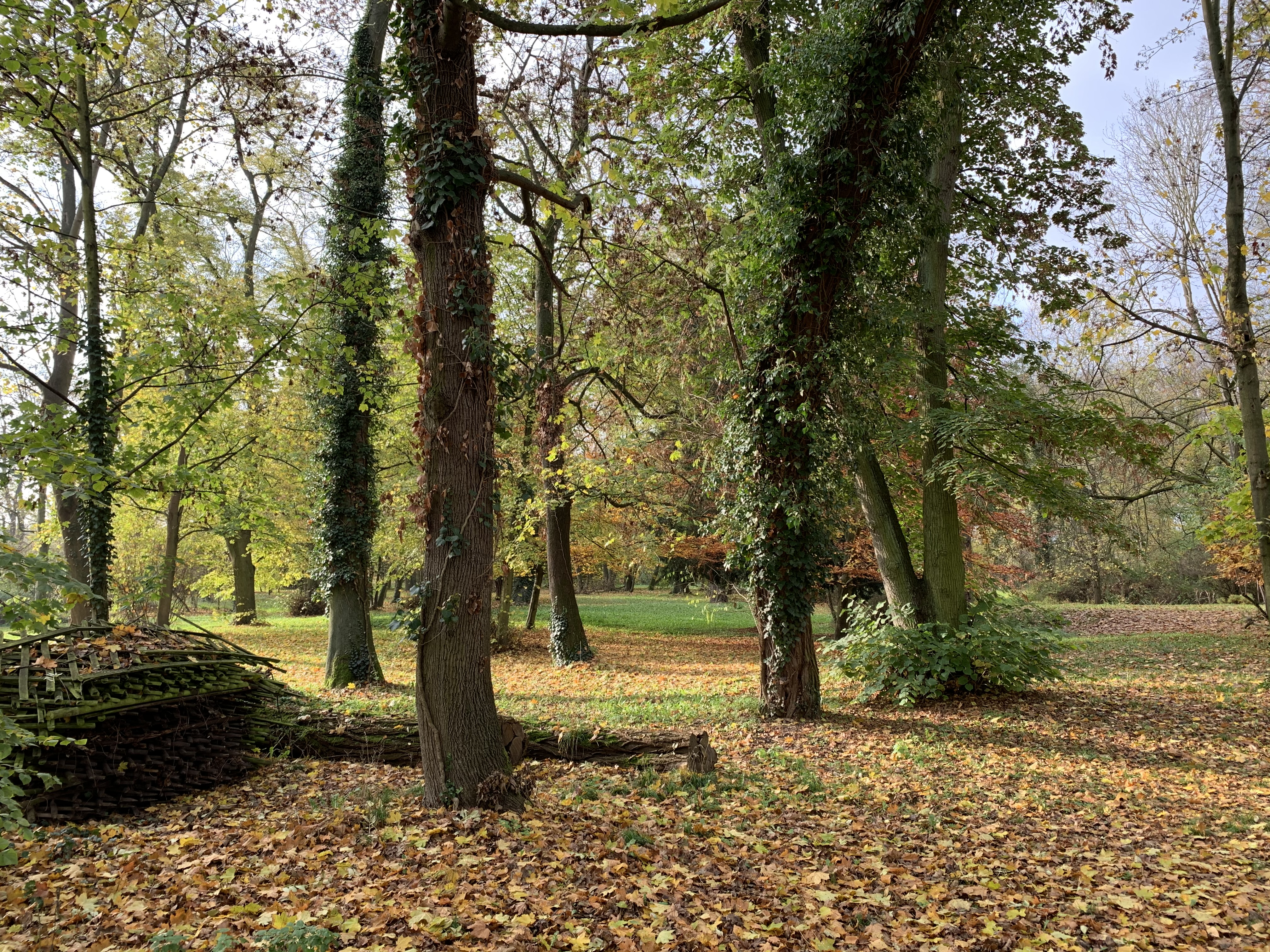
Gutspark

Das eingeschossige Bauwerk verfügt mittlerweile über elf Achsen, von denen die beiden äußeren ein wenig zurückversetzt wurden. Die einzelnen Achsen sind durch Lisenen gegliedert, in denen hochrechteckige Fenster verbaut wurden. Das Gebäude trägt ein Mansarddach sowie in seiner Mitte straßenseitig einen Dreiecksgiebel mit einem Medaillon, der sich in das Dachgeschoss erstreckt. Parkseitig befindet sich im Erdgeschoss ein für die Herrenhäuser der Region typischer Gartensaal, der über eine Treppe vom Garten aus erreichbar ist. Dessen Dekor ist vom Jugendstil beeinflusst.